# Codru
Codru (forma plural: codri; en català: boscos) és el nom dels boscos que creixen a la part muntanyosa del centre de República de Moldàvia i també el nom genèric per bosc en romanès.

## Història
Durant l'edat mitjana, la major part dels turons del Principat de Moldàvia eren boscos, i la zona boscosa en general es coneixia com a codrii, amb els boscos regionals més grans sovint donats noms com ara Codrii Cosminului (Cosmin Codrii), Codrii Plonini (Plonini Codrii), Codrii Hotinului (Hotin Codrii ; també Pădurea Hotinului, Bosc Hotin), Codrii Orheiului (Orhei Codrii), Codrii Lăpușnei (Lăpușna Codrii).
Encara que els turons representen al voltant del 80%-90% del territori de Moldàvia, la superfície boscosa ha disminuït després de 1800 a causa de l'agricultura intensiva de les terres fèrtils fins al 12%. En aquests moments la superfície del bosc està en contínua disminució, tant en superfície com ecològic. A principis del segle XXI l'àrea es calcula per sota del 35%. Malgrat que encara hi ha diversos boscos grans que s'han conservat, entre ells alguns designats com a parcs nacionals, actualment el país pateix una insuficiència aguda de boscos (respecte a la seva ecologia normal), traduïda en una pobresa i menys aigua per la població i per regadiu.
Aquestes terres altes estan entrellaçades per valls planes i profundes, barrancs i depressions arrasades per esllavissades separades per crestes esmolades. Els vessants escarpats i recoberts de boscos representen bona part dels codrii.
El punt més alt de Moldàvia, el turó de Bălănești (Dealul Bălănești; 429 m) es troba als turons de Cornești, situats entre els rius Prut i Răut, a la zona del nucli codrii.